# Manifesto di ottobre

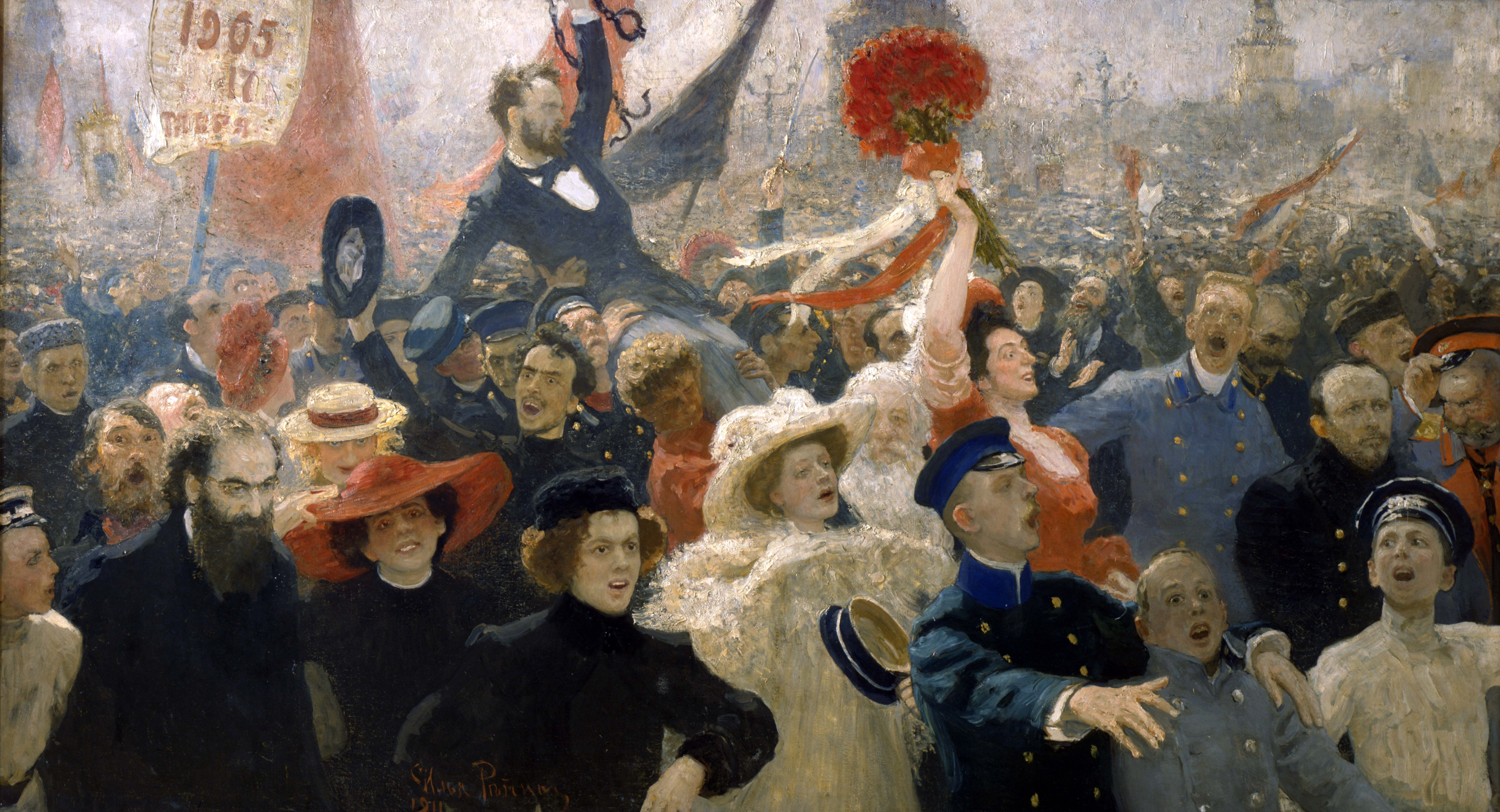
Manifesto di ottobre di Il'ja Repin.

Il Manifesto di ottobre (in russo Октябрьский манифест, Манифест 17 октября?), ufficialmente Manifesto per il miglioramento dell'ordine dello Stato, (in russo Манифест об усовершенствовании государственного порядка?) è un documento precursore della Costituzione russa del 1906 dell'Impero russo, che venne adottata l'anno successivo la sua pubblicazione. Fu emanato dallo Zar Nicola II, influenzato da Sergei Witte, il 30 ottobre 1905 (17 ottobre secondo il calendario giuliano) in risposta agli eventi rivoluzionari di quell'anno.

## Storia

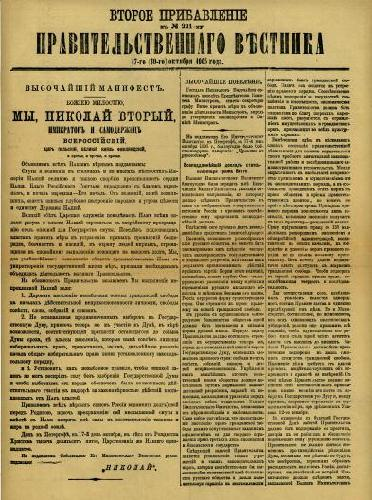
Pagina del giornale Pravitel'stvennyj vestnik (Messaggero del Governo), organo del ministero degli interni russo, con stampato a sinistra il testo del manifesto

Il testo del documento fu scritto da Sergei Witte e Alexis Obolenskii ai primi dell'ottobre 1905 e quindi presentato allo zar Nicola II, che lo firmò il 17 ottobre.
Inizialmente lo Zar si oppose fermamente alle idee espresse dal Manifesto, ma dovette cedere quando il suo candidato a governare imponendo un'eventuale dittatura militare, il Granduca Nikolaj Romanov, minacciò di suicidarsi se lo Zar non avesse accettato quanto indicato da Witte.
Il Manifesto, che prometteva i primari diritti civili e un parlamento elettivo (chiamato Duma di Stato), senza l'approvazione del quale non sarebbe stato possibile promulgare leggi.
Il documento scritto sotto forma di proclama, in plurale maiestatis, si compone di poche righe. La prima riafferma tutti i titoli dello zar:
(Nicola II, The manifesto on the improvement of the state order.October Manifesto)
Il conte Witte, nelle sue memorie, negò di aver obbligato lo Zar a firmare il Manifesto, che venne letto in tutte le chiese russe.

## Risultati
Per un breve periodo, immediatamente dopo la sua pubblicazione, il Manifesto ebbe successo nel ridurre la tensione politica nel paese. Scioperi e violenze cessarono quasi in contemporanea alla sua emanazione.
La popolazione accolse con entusiasmo le nuove libertà e la possibilità di essere rappresentata nel governo. Il Manifesto portò alla nascita dell'Unione del 17 ottobre. Le opposizioni organizzate al potere zarista si trovarono divise nella sua valutazione. Molti intellettuali della media borghesia, si acquietarono all'idea di poter godere della libertà di parola e poter aver un governo rappresentativo e si riunirono nel cosiddetto Partito dei Cadetti, viceversa l'opposizione a carattere marxista, rimase ferma nell'idea che Nicola II avesse fatto minime concessioni, la Duma sarebbe stata soltanto un simulacro della democrazia in quanto nessuna legge avrebbe potuto essere promulgata senza l'approvazione dello Zar e la libertà era severamente regolata. Questo fu quello che avvenne: i membri della Duma appena eletti decisero la liberazione dei prigionieri politici, i diritti sindacali per i lavoratori e la riforma terriera e come risposta lo Zar non accettò le delibere e dissolse l'assemblea nel giugno 1906; la Duma fu nuovamente convocata e dissolta e nuovamente disciolta nel 1907 a conferma che lo zar aveva mantenuto tutto il potere nelle sue mani.
Poco dopo la sua introduzione scioperi e violenze ripresero, mentre l'autocrazia riaffermava il suo potere. Dopo pochi mesi ripresero le esecuzioni, calcolate sopra le 1000. Il governo iniziò i suoi tentativi di sopprimere i partiti politici: nel 1906-07 gran parte della Russia era sotto legge marziale.
Il Manifesto appare quindi più come uno stratagemma a breve termine da parte di Nicola II per riaffermare l'ordine dello Stato piuttosto che un inizio di vere riforme.